# Nagram
Nagram is een nagar panchayat (plaats) in het district Lucknow van de Indiase staat Uttar Pradesh. 

## Demografie
Volgens de Indiase volkstelling van 2001 wonen er 9.218 mensen in Nagram, waarvan 51% mannelijk en 49% vrouwelijk is. De plaats heeft een alfabetiseringsgraad van 43%. 